# Chitãozinho e Xororó
Chitãozinho e Xororó (stylisé Chitãozinho & Xororó) est un duo brésilien de sertanejo, originaire d'Astorga, dans l'État de Paraná. Il est composé des frères José Lima Sobrinho et Durval de Lima, Ils comptent plus de 40 millions d'albums depuis leur début en 1970.

## Histoire

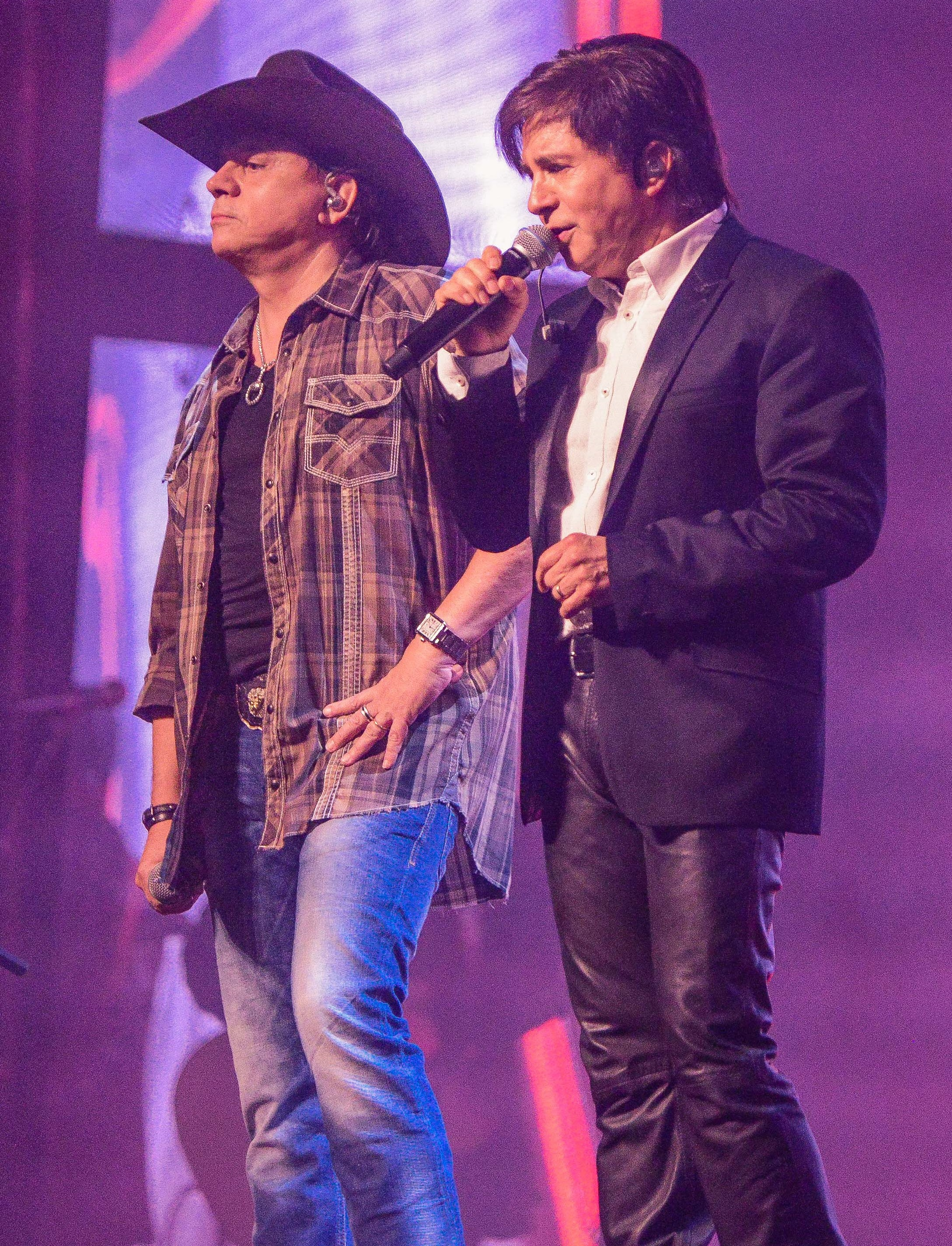
Chitãozinho e Xororó à São Paulo, en août 2017.

Le groupe est à l'origine formé en 1967. Lorsqu'ils étaient encore enfants, ils portaient le nom de scène « Irmãos Lima ». Le changement de nom de scène du duo en Chitãozinho e Xororó est décidé par le radiodiffuseur Geraldo Meirelles, sur la base de la chanson homonyme Chitãozinho e Xororó, publiée à l'origine en 1939 par les compositeurs Serrinha et Athos Campos. Dans cette chanson, le chanteur dit qu'il vit seul et qu'il n'est heureux que lorsque l'inhambu-chintã (Crypturellus tataupa) et l'inhambu-chororó (Crypturellus parvirostris) chantent. Le chitãozinho doit son nom au fait que l'oiseau inhambu-chintã est plus grand que l'inhambu-chororó qui, lui, chante plus fort et plus aigu.
En 1994, ils enregistrent la chanson Ela não vai chorar avec le chanteur de country Billy Ray Cyrus pour l'album Coração do Brasil. En 1995, ils sont la tête d'affiche de l'événement Amigos, un concert réunissant les trois principaux duos de country du Brésil à l'époque : Zezé Di Camargo e Luciano, Leandro e Leonardo, et eux-mêmes, Chitãozinho e Xororó. Le concert a lieu à São Caetano do Sul, et est suivi par plus de 100 000 spectateurs.
En 1999, ils présentent le programme Amigos e Amigos sur TV Globo, une émission spéciale en l'honneur de Leandro avec la participation de Leonardo, Zezé Di Camargo et Luciano, ainsi que d'autres grands artistes.
En 2011, lors de leur tournée du 40e anniversaire, ils parcourent le Brésil, visitant les principales villes brésiliennes et les foires agricoles, présentant leur nouveau concert, qui les fait voyager dans le temps, montrant des chansons des années 1970, comme Galopeira, jusqu'aux chansons de leur album studio sorti en 2009, qui comprend des succès comme Se For Pra Ser Feliz et Coisa de Amigo. En 2013, les frères du Paraná enregistrent, avec l'orchestre symphonique SESI de São Paulo, dirigé par João Carlos Martins, la chanson Presente Pra Você, qui était le thème des célébrations du 10e anniversaire de TV TEM (une filiale de Rede Globo dans les régions de Sorocaba, Itapetininga, Bauru et São José do Rio Preto, dans l'État de São Paulo). En 2014, ils sont engagés par SBT pour présenter la deuxième saison du Festival Sertanejo, où ils essaieraient de découvrir la nouvelle voix de la country. La même année, leur album Do Tamanho do Nosso Amor - Ao Vivo est nommé pour le Latin Grammy du meilleur album de musique country.

## Postérité
Chitãozinho e Xororó sont reconnus pour avoir introduit la musique sertaneja dans les médias de masse au Brésil, à une époque où le genre avait peu de place à la radio et à la télévision. « Avant eux, [la musique sertaneja] était enfermée dans le milieu agricole ». Ils sont les détenteurs du record de ventes de disques au Brésil, avec plus de 40 millions de CD et de DVD vendus,. Le duo s'est également fait connaître pour avoir modernisé la musique sertaneja, en introduisant des instruments tels que la guitare électrique et le banjo dans leurs albums. Selon un sondage réalisé par Karaoke World Championships Brasil en 2017, leur chanson Evidências est le titre le plus interprété dans les karaokés du pays. L'auteur-compositeur-interprète José Augusto, qui a composé le titre, commente le succès du groupe en déclarant que « Evidências a été la loterie, personne ne s'y attendait. Les premiers producteurs qui l'ont entendue ont dit que ce n'était pas cool. Nous n'avions jamais imaginé que [la chanson] pourrait transcender le temps et les frontières, être enregistrée en espagnol... ».

## Discographie

### Albums studio
- 1990 : Cowboy do Asfalto ( Platine[16])
- 1996 : Classicos Sertanejos
- 1997 : Em família
- 1998 : Raizes Sertanejas
- 1998 : Na Aba Do Meu Chapéu
- 1998 : Pura Emoção
- 1999 : Alô
- 2000 : Série Bis
- 2000 : Inseparáveis
- 2000 : 30 anos de Coragem
- 2004 : Aqui o Sistema é Bruto
- 2017 : Elas Em Evidências (Ao Vivo)

### Singles
- 1995 : Páginas De Amigos
- 2017 : Alô - Ao Vivo No Rio de Janeiro / 2017
- 2017 : Página de Amigos - Ao Vivo No Rio de Janeiro / 2017
- 2017 : Fio de Cabelo - Ao Vivo No Espaço das Américas, SP / 2016
- 2017 : Evidências - Ao Vivo No Espaço das Américas, SP / 2016
- 2017 : Caipira/Majestade O Sabiá - Medley/Ao

### Albums live
- 2010 : 40 Anos - Nova Geração
- 2010 : 40 Anos - Entre Amigos
- 2011 : 40 Anos - Sinfônico
- 2013 : Do Tamanho do Nosso Amor (nommé du Latin Grammy dans la catégorie du « meilleur album sertanejo »[17])